# Чегандинские пещеры
Чегандинские пещеры — пещеры искусственного происхождения, расположенные в месте впадения реки Белая в Каму между с. Чеганда и д. Усть-Бельск. Пещеры уходят вглубь на 50-80 метров, их общая площадь — 170 квадратных метров, общая протяжённость ходов — 106 метров.

## Происхождение и история
Впервые упомянуты в 1862 году. По самой распространенной теории раньше пещеры служили медным рудником, но вскоре были заброшены. По устройству рудник характерен для небольшой выработки XVII—XIX вв: имеются галереи с короткими боковыми штреками для разработки рудных гнезд, заметны следы металлическогого кайла, прослеживается изначально арочный характер сводов. По отсутствию следов деревянных креп рудник можно отнести ко времени «медной лихорадки» начала XVIII века.

## В культуре
Таинственность пещер породила множество «разбойничьих» легенд, ничем не обоснованных. В советское время разбойников заменили беглые крестьяне. Упомянуты в повести Романовского «Синяя молния».